# كوناي سنير
كوناي سنير (بالتركية: Güneysınır)‏ هي بلدة ومُديريَّة تقع في ولاية قونية بتركيا. تصل مساحتها إلى 321.7 كم²، وترتفع عن سطح البحر حوالي 1130 م.